# Borgomasino
Borgomasino är en ort och kommun i storstadsregionen Turin, innan 2015 provinsen Turin, i regionen Piemonte, Italien. Kommunen hade 808 invånare (2017).